# Козка Іван Федосійович
Іван Федосійович Козка (1 липня 1918, Дмитрівка, Полтавська губернія — 14 липня 1995) — командир відділення восьмого окремого гвардійського повітряно-десантного саперного батальйону. Повний кавалер ордена Слави (1944).

## Біографія
Народився 1 липня 1918 року в селі Дмитрівка (тепер Машівського району Полтавської області) в селянській родині. Українець. Закінчив 5 класів школи. З 1930 року мешкав у Ясинуватій, працював на залізничній станції. Згодон на копальні Буроза поблизу Макіївки.
У Червоній Армії з 1938 року. На фронті у радянсько-німецьку війну з червня 1941 року. До весни 1944 гвардії червоноармієць Іван Козка сапер 8-го окремого гвардійського повітряно-десантного саперного батальйону (2-а гвардійська повітряно-десантна дивізія, 18-а армія, 1-й Український фронт). Особливо відзначився в боях на території Західної України. 25 травня 1944 поблизу селища Яблунів (Косівський район Івано-Франківської області) гвардії червоноармієць Козка замінив вибулого з ладу командира відділення і встановив разом з бійцями підрозділу 250 протипіхотних мін. 17 червня 1944 року нагороджений орденом Слави 3-го ступеня (№ 18695).
25 червня 1944 року в районі міста Косів Івано-Франківської області, вже командир відділення того ж батальйону, Козка з групою саперів зробив декілька проходів в мінних полях і дротяних загородженнях супротивника, зняв 35 ворожих мін. У бою за безіменну висоту першим пішов в атаку, увірвався в траншею ворога, знищив кількох бійців ворожої армії, а згодом замінував підступи до зайнятого рубежу. 18 липня 1944 року нагороджений орденом Слави 2-го ступеня (№ 1984).
4 серпня 1944 року поблизу Косова гвардії молодший сержант Іван Козка виявив вороже мінне поле. Його відділення знешкодило 145 протипіхотних мін. В ході наступу підрозділ Івана Козки розмінував сім мостів, знешкодив 16 фугасів на дорогах і до 300 ворожих мін, взяв у полон 12 солдатів. Указом Президії Верховної Ради СРСР від 24 березня 1945 року за мужність, відвагу і героїзм, проявлені в боротьбі з німецько-фашистськими загарбниками, гвардії молодший сержант Козка Іван Федосійович нагороджений орденом Слави 1-го ступеня (№ 64). Став повним кавалером ордена Слави.
У 1945 році старшина Козка був демобілізований. Повернувся на батьківщину. Жив у селі Лисівка Новосанжарського району Полтавської області. Член ВКП (б) з 1948 року. Працював у колгоспі. Нагороджений орденами Жовтневої Революції, Вітчизняної війни 1-го ступеня, Слави 3-х ступенів, медалями. Помер 14 липня 1995 року.